# Cerro Pelón, Hidalgotitlán
Cerro Pelón är en ort i Mexiko.   Den ligger i kommunen Hidalgotitlán och delstaten Veracruz, i den sydöstra delen av landet, 500 km öster om huvudstaden Mexico City. Cerro Pelón ligger 14 meter över havet och antalet invånare är 107.
Terrängen runt Cerro Pelón är platt. Runt Cerro Pelón är det ganska glesbefolkat, med 29 invånare per kvadratkilometer. Närmaste större samhälle är Hidalgotitlán, 18,7 km nordost om Cerro Pelón. Trakten runt Cerro Pelón består till största delen av jordbruksmark.